# 細見正明
細見 正明（ほそみ まさあき、1953年11月 - 2020年9月19日）は、日本の環境学者。東京農工大学名誉教授。
環境動態解析 、環境技術・環境材料 、土木環境システム 、生物機能・バイオプロセス 、リサイクル工学 、生態・環境、土壌汚染、底質汚染などについての調査研究をおこなっている。有害化学物質に汚染された土壌や底質評価に実績が多く、底質や土壌等の汚染問題委員会のリーダーとして国および地域の問題の解決に取り組んでいる。2020年9月19日死去。叙従四位、瑞宝小綬章追贈。

## 略歴

### 学歴
- 1972年 兵庫県立篠山鳳鳴高等学校卒業
- 1976年 大阪大学工学部環境工学科卒業

### 職歴
- 1977年 環境庁国立公害研究所水質土壌環境部　研究員として採用
- 1988年 環境庁国立公害研究所水質土壌環境部　主任研究員に昇任　同年5月　大阪大学　工学博士　論文の題は「湖沼底泥からの窒素・燐溶出とその制御に関する研究」[2]。
- 1988年-1989年 米国環境保護庁リスク削減工学研究所　客員研究員（科学技術庁長期在外研究員）
- 1992年 東京農工大学工学部物質生物工学科　助教授として転任
- 1997年 東京農工大学工学部応用化学科　教授に昇任

## 主要著書
- エコテクノロジーによる河川・湖沼の水質浄化 持続的な水環境の保全と再生(ソフトサイエンス社/2003年）
- 現代日本生物誌 １０ メダカとヨシ （岩波書店）

## 主要論文
- 国内における底質汚染状況と修復に向けた課題
- 農業活動に伴う農薬等化学物質のリスク管理

## 社会貢献活動

### 委員会活動
- 中央環境審議会 土壌農薬部会 土壌汚染技術基準等専門委員会（環境省）
- 底質ダイオキシン類対策技術検討委員会（国土交通省）
- 港湾における底質ダイオキシン類対策検討委員会（国土交通省）
- 大阪府管理河川の底質浄化対策の実施に係る委員会委員（大阪府）
- 河川及び港湾の底質浄化対策検討委員会（大阪市）
- 横十間川底質関連対策検討会座長（東京都）
- 古綾瀬川底質対策検討委員会座長（埼玉県）
- 馬潟工業団地周辺ダイオキシン調査対策検討会
- 小金井市環境基本条例策定委員長

### 講演活動
- 底質汚染の過去・現在・未来（おおさかATCグリーンエコプラザ）
- 土壌汚染対策法の制度見直し

### 受賞歴
- 平成18年度　水・土壌環境保全活動功労者表彰
- 環境省平成19年度環境保全功労者

## 所属学会等
- 日本水環境学会
- 日本環境化学会
- 化学工学会